# A Perfect Ending
A Perfect Ending es una película de 2011 de temática LGBT y con dirección de Nicole Conn.

## Sinopsis
Lo que comienza como una comedia de errores termina en un viaje exclusivamente erótico. Rebecca (Barbara Niven) tiene un secreto muy particular, que ni siquiera sus mejores amigos conocen. La última persona en la tierra que espera que revelan es una escort de alto precio llamada Paris (Jessica Clark).

## Reparto
| Actor            | Personaje         |
| ---------------- | ----------------- |
| Barbara Niven    | Rebecca           |
| Jessica Clark    | Paris             |
| John Heard       | Mason Westridge   |
| Morgan Fairchild | Valentina         |
| Kerry Knuppe     | Jessica Westridge |
| Imelda Corcoran  | Kelly             |
| Mary Wells       | Shirin            |
| Rebecca Staab    | Sylvie            |